# Murihau Peak
Murihau Peak är en bergstopp i Antarktis. Den ligger i Östantarktis. Nya Zeeland gör anspråk på området. Toppen på Murihau Peak är 423 meter över havet.
Terrängen runt Murihau Peak är lite bergig. Trakten är obefolkad. Det finns inga samhällen i närheten. 